# أدمير أداروفيتش
أدمير أدروفيتش (مواليد 8 مايو 1988) هو لاعب كرة قدم محترف من الجبل الأسود يلعب كمهاجم لصالح نادي بودغوريتشا [الإنجليزية]
.

## المسيرة الكروية
بدأ مسيرته المهنية في نادي بيران ‏، وانضم إلى الفريق الأول في عام 2005. في عام 2007 انضم إلى فريق سوتيسكا نيكشيتش. بعد فترة إعارة في نادي داماش غيلان، انضم إلى نادي بودوتشنوست بودغوريتسا في صفقة انتقال مجانية. خلال فترة وجوده في بودوتشنوست، فاز بالدوري الجبلي الأسود الأول في عام 2012 وكأس الجبل الأسود في عام 2013. وأصبح أيضًا هداف الدوري لموسمين متتاليين. رفض بودوتشنوست عروض الإعارة من نادي لاس بالماس ونادي قرطبة لذا انضم إلى نادي باندوري في عام 2013. سجل هدفه الأول لصالح باندوري في الفوز 3–0 على إف سي ريبينسيا تيميشوارا. عاد للانضمام إلى بودوتشنوست في عام 2014.
بعد موسم واحد مع المحرق، انضم إلى نادي بيجاسوس في الدوري الهونغ كونغي الممتاز.
في 29 يونيو 2018، انضم أدروفيتش إلى نادي داليان ترانسيندنس، الذي يلعب في الدوري الصيني الدرجة الأولى، بعقد لمدة نصف عام.

## الإنجازات

### النادي
- كأس هونغ كونغ
  - الفائز: 2015–16

- كأس الجبل الأسود
  - الفائز: 2017–18  [لغات أخرى]‏

### الفردية
- هداف الدوري الجبلي الأسود الأول : 2011–12، 2012–13
- هداف الدوري الممتاز في هونج كونج : 2015–16

## وصلات خارجية
لا توجد روابط لمواقع التواصل الاجتماعي.

- Admir Adrović على موقع قاعدة بيانات كرة القدم.إي يو (الإنجليزية)
- Admir Adrović على موقع Soccerway.com (الإنجليزية)
- Admir Adrović على موقع عالم كرة القدم.نت (الإنجليزية)
- Admir Adrović على موقع AS.com (الإسبانية)
- أدمير أداروفيتش  على سكروي